# 30a Divisió (Exèrcit Popular de la República)
La 30a Divisió va ser una de les Divisions de l'Exèrcit Popular de la República que es van organitzar durant la Guerra Civil espanyola sobre la base de les Brigades Mixtes. Va estar desplegada en els fronts d'Aragó i Segre.

## Historial
La unitat va ser creada a l'abril 1937, en el front d'Aragó, amb la militarització de la columna Macià-Companys. Va ser posada al comandament del tinent coronel Jesús Pérez Salas. La 30a Divisió, que estava composta per la 131a Brigada Mixta (Batallons 521, 522, 523 i 524), i per la 132a Brigada Mixta (Batallons 525, 526, 527 i 528), cobria el sector que anava des de Martín del Río fins a Herrera de los Navarros. Segons Víctor Torres, comissari polític del Batalló 521, i Miquel Morera la primavera de 1937 s'hi afegiria la 146a Brigada Mixta (Batallons 581, 582, 583 i 584).
Durant bona part de la contesa va romandre en el poc actiu front de Terol. Algunes de les seves unitats van arribar a intervenir en l'Ofensiva de Saragossa, a la fi d'agost de 1937, avançant en sentit a Saragossa i arribant a penetrar a Puebla de Albortón, ja en direcció Fuendetodos i Belchite. Al març de 1938, a conseqüència de l'ofensiva franquista en tot el Front d'Aragó, la 30a Divisió va haver de retirar-se, no sense oferir resistència, a través dels pobles de Plenas, Albalate de cinca, Calanda, Alcanyís i Gandesa, entre d'altres, on es va mirar de reorganitzar per ser enviada de nou cap a Barbastre i Montsó on hi havia combats molt forts. Va arribar a estar breument integrada en l'Agrupació Autònoma de l'Ebre, en la zona del riu Segre. Posteriorment va quedar sota el comandament del comandant Nicanor Felipe Martínez, integrada en l'XI Cos d'Exèrcit. Va arribar a intervenir en la batalla del Segre i en la Campanya de Catalunya, durant la qual no va poder detenir l'avanç enemic. Al costat de la resta de l'Exèrcit de l'Est es va retirar cap a la frontera francesa. Al començament de febrer de 1939 les seves forces van travessar la frontera i va quedar dissolta.

## Comandaments
Comandants
- tinent coronel Jesús Pérez Salas,[6] des del 28 d'abril de 1937;
- coronel Alberto Arrando Garrido, des de febrer de 1938;[7]
- tinent coronel Francisco Alba Rebullido, des de març de 1938;[8]
- comandant d'Infanteria Nicanor Felipe Martínez,[9] des del 30 d'abril de 1938;
- tinent coronel de milícies Francisco Romero Marín, des de finals de 1938;

Comissaris
- Enric Canturri i Ramonet, de ERC;
- Jaume Girabau i Esteve,[10] del PSUC;

Caps d'Estat Major
- capità d'infanteria Martín López Segarra;[11]
- comandant d'infanteria Antero González Gómez, des de març de 1938;
- comandant d'infanteria Cayo López Martínez, des del 2 d'abril de 1938;

## Ordre de batalla
| Data               | Cos d'Exèrcit adscrit | Brigades Mixtes integrades | Front de batalla |
| ------------------ | --------------------- | -------------------------- | ---------------- |
| Maig-Juny de 1937  | Exèrcit de l'Est      | 131a, 132a                 | Aragó            |
| Desembre de 1937   | XII Cos d'Exèrcit     | 131a, 132a, 146a           | Aragó            |
| Abril-Maig de 1938 | XI Cos d'Exèrcit      | 131a, 146a, 153a           | Segre            |